# Американська комісія з пам'ятників битв
Американська комісія з пам'ятників битв (англ. American Battle Monuments Commission) — незалежна установа уряду США, яка управляє, експлуатує та підтримує в належному стані постійні американські військові кладовища, меморіали та пам'ятники, переважно за межами США. Створена Конгресом США в 1923 році.
Під опікою АКПБ перебуває 26 кладовищ і 31 меморіал, пам'ятники і знаки. На кладовищах поховано понад 140 000 американських військовослужбовців, а понад 94 000 зниклих безвісти, загиблих або похованих у морі увічнені на кладовищах «Стіни зниклих безвісти» та на трьох меморіалах у Сполучених Штатах. АКПБ також веде онлайн-базу даних імен, пов'язаних з кожним місцем.